# زندگی مستقل هیو شیم
زندگی مستقل هیو شیم (انگلیسی: Hyo-shim's Independent Life; کره‌ای: 효심이네 각자도생) یک مجموعهٔ تلویزیونی کره جنوبی سال ۲۰۲۳ با بازی یوئی، ها جون و گو جو-وون است. این مجموعه در مورد دختری است که خودش را وقف خانواده‌اش کرده و اکنون می خواهد زندگی مستقلی داشته باشد. زندگی مستقل هیو شیم از ۱۶ سپتامبر ۲۰۲۳، روزهای شنبه و یکشنبه ساعت ۲۰:۰۵ (کی‌اس‌تی) از کی‌بی‌اس۲ پخش شد.

## بازیگران

### اصلی
- یوئی در نقش لی هیو شیم[۶]
- ها جون در نقش کانگ ته هو[۷]
- گو جو-وون در نقش کانگ ته مین[۸]

### مکمل

#### خانواده هیو شیم
- یون می را در نقش لی سون سون[۹]
- نام سونگ جین در نقش لی هیو سونگ[۱۰]
- لیم جی اون در نقش یانگ هی جو
- سو سول هوان در نقش لی هیو جون
- کیم دو یون در نقش لی هیو دو[۱۱]
- لی گا یون در نقش روبی
- لی جو وون در نقش لی فیلیپ

#### خانواده ته هو
- جونگ یونگ سوک در نقش چوی میونگ هی[۹]
- لی هی هیانگ در نقش جانگ سوک هیانگ[۹]
- نو یونگ گوک (قسمت ۱~۷) - کیم کیو چول (قسمت ۸~۵۰) در نقش کانگ جین بوم[۹][۱۲]
- لی کوانگ کی در نقش یو جین سو[۹]
- کیم بی جو در نقش کانگ ته هی[۱۳]

#### یی‌چون ویلا
- جون وون جو در نقش بانگ گون سون[۹]
- پارک گون سو در نقش پارک وو جو
- کیم یو ها در نقش پارک گا اون[۱۴]

#### تی‌اس فیتنس
- کانگ شین جو در نقش یانگ جون مین
- رو سانگ بو در نقش هوانگ جی
- لی یه سول در نقش مین گا یونگ
- جین ته هیون در نقش جانگ سون وو
- یون یه بین در نقش یک پیرزن پرحرف
- چو اون کیونگ در نقش کانگ جونگ سوک
- لی چون شیک در نقش هوانگ نو شیک
- پارک کی سون در نقش چوی این سو
- کیم جونگ هون در نقش چوی می نام

#### سایر بازیگران
- نام بورا در نقش جونگ می ریم[۱۵]
- لیم جو اون در نقش چوی سوک یونگ
- لی سونگ چول در نقش رئیس چوی
- آن هونگ جین در نقش پارک جونگ مین
- لی هو جه در نقش کانگ گون مان
- پارک هیونگ جون در نقش کانگ جون بوم
- پارک یو روم در نقش هان سو را
- کیم می را در نقش خانم سو

## آمار بینندگان
| قسمت‌ها | قسمت‌ها | شمارهٔ قسمت | شمارهٔ قسمت | شمارهٔ قسمت | شمارهٔ قسمت | شمارهٔ قسمت | شمارهٔ قسمت | شمارهٔ قسمت | شمارهٔ قسمت | شمارهٔ قسمت | شمارهٔ قسمت |
| قسمت‌ها | قسمت‌ها | ۱          | ۲          | ۳          | ۴          | ۵          | ۶          | ۷          | ۸          | ۹          | ۱۰         |
| ------ | ------ | ---------- | ---------- | ---------- | ---------- | ---------- | ---------- | ---------- | ---------- | ---------- | ---------- |
|        | ۱–۱۰   | ۲٫۷۱۴      | ۳٫۲۰۰      | ۲٫۷۳۹      | ۱٫۸۸۵      | ۲٫۲۹۱      | ۲٫۴۰۲      | ۲٫۶۸۹      | ۲٫۵۳۹      | ۲٫۹۷۸      | ۲٫۴۵۴      |
|        | ۱۱–۲۰  | ۲٫۵۶۰      | ۲٫۴۹۸      | ۲٫۸۰۳      | ۲٫۵۸۳      | ۲٫۷۶۷      | ۲٫۵۵۲      | ۲٫۶۹۶      | ۲٫۷۱۵      | ۲٫۸۷۹      | ۲٫۷۶۵      |
|        | ۲۱–۳۰  | ۲٫۹۷۳      | ن/م        | ن/م        | ن/م        | ن/م        | ن/م        | ن/م        | ن/م        | ن/م        | ن/م        |

| قسمت | تاریخ پخش اصلی  | میانگین سهم مخاطب | میانگین سهم مخاطب | میانگین سهم مخاطب |
| قسمت | تاریخ پخش اصلی  | Nielsen Korea     | Nielsen Korea     | TNmS              |
| قسمت | تاریخ پخش اصلی  | سراسر کشور        | سئول              | سراسر کشور        |
| --- | --------------- | ----------------- | ----------------- | ----------------- |
| ۱ | ۱۶ سپتامبر ۲۰۲۳ | ۱۶٫۵٪ (1st)       | ۱۴٫۳٪ (1st)       | ۱۴٫۷٪ (1st)       |
| ۲ | ۱۷ سپتامبر ۲۰۲۳ | ۱۸٫۴٪ (1st)       | ۱۶٫۷٪ (1st)       | ۱۵٫۹٪ (1st)       |
| ۳ | ۲۳ سپتامبر ۲۰۲۳ | ۱۵٫۷٪ (1st)       | ۱۴٫۱٪ (1st)       | ۱۳٫۸٪ (1st)       |
| ۴ | ۳۰ ستامبر ۲۰۲۳  | ۱۱٫۱٪ (1st)       | ۱۰٫۰٪ (1st)       | ۸٫۸٪ (1st)        |
| ۵ | ۸ اکتبر ۲۰۲۳    | ۱۳٫۷٪ (1st)       | ۱۲٫۶٪ (1st)       | ۱۲٫۲٪ (1st)       |
| ۶ | ۱۴ اکتبر ۲۰۲۳   | ۱۴٫۳٪ (1st)       | ۱۲٫۹٪ (1st)       | ۱۲٫۱٪ (1st)       |
| ۷ | ۱۵ اکتبر ۲۰۲۳   | ۱۶٫۸٪ (1st)       | ۱۵٫۷٪ (1st)       | ۱۲٫۴٪ (1st)       |
| ۸ | ۲۱ اکتبر ۲۰۲۳   | ۱۵٫۳٪ (1st)       | ۱۴٫۲٪ (1st)       | N/A               |
| ۹ | ۲۲ اکتبر ۲۰۲۳   | ۱۷٫۰٪ (1st)       | ۱۵٫۷٪ (1st)       | ۱۳٫۳٪ (1st)       |
| ۱۰ | ۲۸ اکتبر ۲۰۲۳   | ۱۴٫۷٪ (1st)       | ۱۳٫۳٪ (1st)       | N/A               |
| ۱۱ | ۲۹ اکتبر ۲۰۲۳   | ۱۵٫۴٪ (1st)       | ۱۳٫۷٪ (1st)       | ۱۳٫۶٪ (1st)       |
| ۱۲ | ۴ نوامبر ۲۰۲۳   | ۱۴٫۹٪ (1st)       | ۱۳٫۶٪ (1st)       | N/A               |
| ۱۳ | ۵ نوامبر ۲۰۲۳   | ۱۶٫۸٪ (1st)       | ۱۵٫۵٪ (1st)       | ۱۳٫۸٪ (1st)       |
| ۱۴ | ۱۱ نوامبر ۲۰۲۳  | ۱۵٫۵٪ (1st)       | ۱۴٫۱٪ (1st)       | N/A               |
| ۱۵ | ۱۲ نوامبر ۲۰۲۳  | ۱۶٫۶٪ (1st)       | ۱۴٫۶٪ (1st)       | ۱۴٫۲٪ (1st)       |
| ۱۶ | ۱۸ نوامبر ۲۰۲۳  | ۱۴٫۵٪ (1st)       | ۱۳٫۰٪ (1st)       | N/A               |
| ۱۷ | ۱۹ نوامبر ۲۰۲۳  | ۱۵٫۵٪ (1st)       | ۱۳٫۹٪ (1st)       | ۱۳٫۴٪ (1st)       |
| ۱۸ | ۲۵ نوامبر ۲۰۲۳  | ۱۵٫۶٪ (1st)       | ۱۴٫۰٪ (1st)       | ۱۳٫۰٪ (1st)       |
| ۱۹ | ۲۶ نوامبر ۲۰۲۳  | ۱۷٫۷٪ (1st)       | ۱۶٫۱٪ (1st)       | ۱۳٫۹٪ (1st)       |
| ۲۰ | ۲ دسامبر ۲۰۲۳   | ۱۶٫۶٪ (1st)       | ۱۵٫۱٪ (1st)       | ۱۲٫۳٪ (1st)       |
| ۲۱ | ۳ دسامبر ۲۰۲۳   | ۱۷٫۴٪ (1st)       | ۱۵٫۸٪ (1st)       | ۱۳٫۸٪ (1st)       |
| میانگین | میانگین         | —                 | —                 | —                 |
| - در جدول بالا، اعداد آبی کمترین رتبه و اعداد قرمز بیشترین رتبه را نشان می‌دهند. - N/A نشانگر این است که رتبه‌بندی مشخص نیست. |                 |                   |                   |                   |